# Gildão
Gildão (em latim: Gildo) foi um oficial romano do século IV, ativo durante o reinado conjunto dos imperadores Valentiniano I (r. 364–375), Valente (r. 364–378), Graciano (r. 367–383), Valentiniano II (r. 375–392), Teodósio (r. 378–395), Arcádio (r. 383–408) e Honório (r. 395–423). Conhecido principalmente por ter liderado a chamada Guerra Gildônica contra o Império Romano do Ocidente, durante a qual foi derrotado e morto.

## Vida

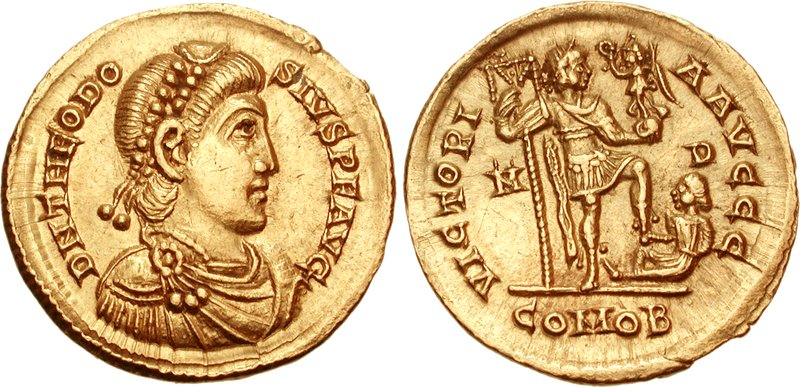
Soldo de Teodósio r.

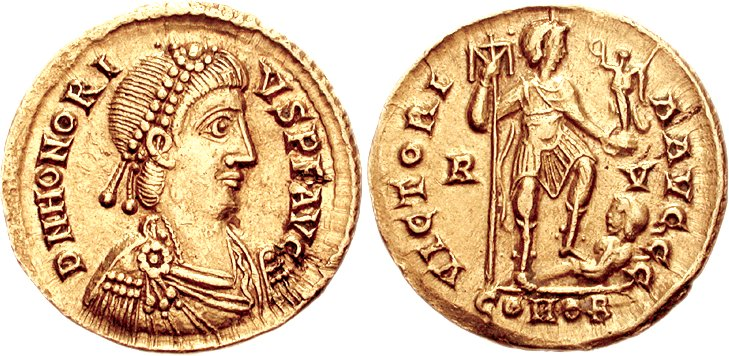
Soldo de Honório r.

Gildão era filho do rei berbere Nubel e irmão de Samaco, Dio, Mazuca, Círia, Mascezel e do usurpador Firmo (r. 372–375), bem como pai duma filha chamada Silvana, que casar-se-ia com Nebrídio, sobrinho da imperatriz Élia Flacila (r. 378–385). É mencionado pela primeira vez em 373, quando serviu na África sob Teodósio, o Velho. Lá, ele prendeu o vigário Vincêncio, um subordinado do conde Romano, e capturou os líderes rebeldes Beles e Ferício. Em 386, Teodósio I (r. 383–395) nomeou-o conde e mestre dos soldados da África e levou sua filha como refém para garantir sua lealdade.
Nas disputas religiosas que assolaram sua província, apoiou os donatistas, que seriam chamados "satélites de Gildão" (em latim: Gildonis satellites). Segundo o poeta cortesão Claudiano, em 394, quando Teodósio reuniu tropas contra Eugênio (r. 392–394), Gildão não auxiliou o imperador. No outono de 397, revoltou-se contra o governo ocidental controlado pelo imperador Honório (r. 395–423) e seu ministro Estilicão, afetando o fornecimento africano de cereais para Roma, e declarou aliança ao governo oriental controlado pelo imperador Arcádio (r. 383–408) e seu ministro Eutrópio.
Em decorrência de sua decisão, foi declarado pelo senado como inimigo público (em latim: hostis publicus). Gildão foi derrotado e morto por um exército liderado por seu irmão Mascezel, cujos filhos havia matado. Suas enormes propriedades foram confiscadas e um oficial chamado "conde do patrimônio de Gildão" (em latim: comes Gildoniaci patrimonii) foi criado para administrá-las.